# Sliven (region)
Sliven (bulgariska: Област Сливен) är en region (oblast) i Bulgarien. Dess största stad och huvudort, Sliven, har givit den dess namn. Regionen har en area på 3 544 km² och 188 433 invånare (2017).

## Administrativ indelning
Den består av följande fyra kommuner:
- Kotel
- Nova Zagora
- Sliven
- Tvărditsa